# Das Ufer (Künstlergruppe)
Das Ufer nannte sich eine 1947 von Siegfried Donndorf gegründete Gruppe Dresdner Künstler, zu denen unter anderen Paul Sinkwitz gehörte.

## Geschichte
Die Künstlergruppe gründete sich auf Donndorfs Initiative im März 1947 unter dem Namen „Das Ufer. Gruppe 1947 Dresdener Künstler“. Ihre Mitglieder beteiligten sich an der künstlerischen Umsetzung und Vermittlung sozialistischer Inhalte, wobei sie eine pädagogische Ausrichtung hatten. Der Schriftsteller Kurt Liebmann, mit dem Donndorf befreundet war, vermittelte der Gruppe Möglichkeiten für Ausstellungen und besprach diese wohlwollend in Tageszeitungen.
Die erste Gruppenausstellung fand von Ende April bis Ende Mai 1947 im Stadtmuseum Bautzen statt. Liebmann hielt hierbei die Eröffnungsrede, Teilnehmer der Ausstellung waren Rudolf Bergander, Siegfried Donndorf, Heinz Eichler, Rudolf Löhner, Rudolf Nehmer, Karl Erich Schaefer, Ewald Schönberg, Fritz Skade sowie der Bildhauer Rudolf Wittig.
1947 und 1948 hatte das „Ufer“ außerdem Ausstellungen in den Staatlichen Kunstsammlungen Dresden, in den Stadtmuseen Meißen und Bautzen und im Haus des Kulturbunds zur Demokratischen Erneuerung Deutschlands in Dresden. Ab Ende 1948 gab es Ausstellungen in sechs Betrieben in Dresden und in dessen näherem Umland. Dabei wurden für die Beschäftigten täglich Führungen veranstaltet. Die Künstler bezogen sich dazu auf den Zweijahrplan für den Aufbau in der Ostzone und den Kulturplan der Gewerkschaft Kunst und Schrifttum. Für die Allgemeine Deutsche Kunstausstellung 1949 in Dresden stellte die Gruppe fünf Kollektive zur Verfügung, die im Auftrage der Ausstellungsleitung monumentale Wandgemälde schaffen sollten.

## Programm
Im Entwurf ihres Gründungsmanifestes beschreibt die Künstlergruppe ihr Ziel folgendermaßen:

„Unser gemeinsames Ziel liegt in der jeweiligen Persönlichkeit des einzelnen Künstlers beschlossen.“

Der Gruppenname und ihr Signet sollten daher als Sinnbild für den „Grund des Wirklichen mit seinen unverbrauchten immer reichen und vielgestaltigen Formen“ dienen. Ihr Anspruch war es, der Uferlosigkeit persönlicher Befindlichkeiten ein überpersönliches Sinnbild künstlerischen Wollens entgegenzusetzen. Die Gruppe wollte „wahren, was Größere Gutes und Gültiges erkannten“, damit sie „ihren Mitmenschen Trost und Freude, Erschütterung und Erhebung bringen.“
Das Mitglied der Gruppe Heinz Hamisch sagte: „Die Gruppe „Das Ufer“ ist eine Vereinigung junger Künstler, die es ich zur Aufgabe gemacht hat, am Aufbau einer realistischen und ausdrucksvollen Kunst mitzuwirken. Als fortschrittliche Menschen halten wir es für unsere Pflicht, am Wiederaufbau unseres Kulturlebens tätigen Anteil zu nehmen.“
Gegen Ende dieser Aufbruchsphase zeichneten sich Strukturen des DDR-Kulturbetriebes ab, welche die Deutungshoheit über den Sinn und die Funktion bildender Kunst für sich beanspruchten. Die Künstlergruppe musste nun Anpassungsstrategien entwickeln, um ihren Bestand wahren zu können. Diese Anpassung fand wohl weitgehend unbewusst statt, nach außen erkennbar führte sie jedoch zu einer allmählichen Transformation der selbstbestimmten Künstlergruppen zu Brigaden und Kollektiven. Das Ufer löste sich zum 5. März 1952 offiziell im Zuge der Aus- und Gleichschaltung aller künstlerischen Gruppen auf, die Mitglieder wurden in den Künstlerverband der DDR übernommen, wo sie dort jedoch als Kollektiv informell weiter bestehen blieben. So führten sie 1954 in der MTS Barnitz „Thomas Müntzer“ als „Künstlerkollektiv Das Ufer, Dresden“ eine Gruppenausstellung durch. Erst mit dem Tod von Siegfried Donndorf 1957 endete der Zusammenhalt.

## Ausstellungen
- 1947: Das Ufer. Gruppe 1947 Dresdner Künstler, Frühjahrsausstellung im Stadtmuseum Bautzen, veranstaltet durch den Kulturbund zur demokratischen Erneuerung Deutschlands[6]
- 1948: Das Ufer, Gruppe 1947 Dresdner Künstler im FDGB, Februar 1948, Stadtmuseum Meißen
- 1949: Das Ufer. Gruppe Dresdner Künstler 1947, Kunstausstellung in 3 aufeinanderfolgenden Teilen, Malerei, Grafik, Plastik, vom 4. Juni bis 31. Oktober 1949 in den Ausstellungsräumen der Kunsthandlung Rudolf Richter, Dresden
- 1950: Das Ufer, Betriebsausstellung in der Landesdruckerei Sachsen vom 17. bis 22. April 1950, Dresden[7]
- 1950: Das Ufer. Gruppe 1947 Dresdner Künstler, Ausstellung 29. April bis 3. Juni 1950, Kunstkabinett Prenzlauer Berg, Magistrat von Groß-Berlin, Abteilung Volksbildung, Hauptamt Wissenschaft und Kunst
- 1951: Das Ufer. Gruppe 1947 Dresdner Künstler, Ausstellung 1951, Staatliche Kunstsammlungen, Dresden
- 1951: Das Ufer. Gruppe 1947 Dresdener Künstler, Wanderkunstausstellung durch Westsachsen, 17. Februar bis 11. März 1951, Städtisches Museum, Glauchau
- 1954: MTS Barnitz Thomas Müntzer, Künstlerkollektiv Das Ufer, Dresden

Gedächtnisausstellung
- 1984: Das Ufer. Gruppe 1947 Dresdner Künstler. Malerei, Grafik, Plastik 1947 – 52, Pretiosensaal Dresdner Schloss vom 12. September bis 14. Oktober 1984

## Mitglieder
- Herbert Aschmann, Maler und Bühnenbildner
- Gerhard Augst, Grafiker und Maler
- Rudolf Bergander, Maler, Mitbegründer
- Hans Busse (1904–1992), Maler
- Hans Christoph, Maler
- Gerhard David, Grafiker
- Siegfried Donndorf, Maler und Bühnenbildner, Mitbegründer und Vorsitzender
- Heinz Eichler, Bildhauer
- Erich Fraaß, Maler und Grafiker
- Ernst Hermann Grämer, Bildhauer und Restaurator
- Otto Griebel, Maler
- Hans Grundig, Maler und Grafiker
- Lea Grundig, Malerin und Grafikerin
- Hainz Hamisch, Maler und Grafiker
- Alfred Hesse, Maler und Wandgestalter
- Willy Illmer, Maler und Grafiker
- Hans Jäger, Grafiker
- Hans Kinder, Maler
- Rolf Krause, Maler, Mitbegründer
- Johannes Kühl, Maler und Grafiker
- Herbert Kunze, Maler
- Kurt Liebmann, Kunstschriftsteller, Namensgeber
- Erna Lincke, Malerin
- Rudolf Löhner, Bildhauer
- Friedrich Masche, Maler
- Walther Meinig, Maler
- Max Möbius, Maler und Grafiker
- Rudolf Nehmer, Maler und Grafiker, Mitbegründer
- Franz Nolde, Maler
- Karl Papesch, Maler und Grafiker
- Walter Reinhold, Bildhauer
- Karl Erich Schaefer, Maler
- Helmut Schmidt-Kirstein, Maler
- Ewald Schönberg, Maler, Mitbegründer
- Paul Sinkwitz, Maler und Grafiker
- Fritz Skade, Maler und Grafiker, Mitbegründer
- Fritz Tröger, Maler und Grafiker
- Rudolf Wittig, Bildhauer
- Willy Wolff, Maler, Grafiker und Bildhauer